# Аль-Адавани, Ахмед Мушари
Ахме́д Муша́ри Аль-Ада́вани (Аль-Адвани; араб. أحمد مشاري العدواني‎, 1923—1990) — кувейтский поэт, журналист и деятель культуры, внёсший большой вклад в музыкальное и театральное образование в своей стране. Автор слов государственного гимна Кувейта.

## Биография
Среднее образование получил в Кувейте, в школах «Ахмадия» и «Мубаракия» (окончил её в 1938 году). В 1939 году уехал в Египет, где был принят в колледж арабского языка при Университете Аль-Азхар в Каире. В 1949 году окончил этот университет, получив титул шейха. В 1950 году совместно со своим другом Абдулазизом Хуссейном основал ежемесячный журнал «Миссия» (араб. البعثة, Al-Bythah‎), но из-за финансовых трудностей вышло только 3 номера.
Вернувшись в Кувейт и в 1952 году участвовал в создании журнала «Ведущий» (араб. الرائد, Ar-Raj'd‎), издаваемого Клубом учителей. В 1954 году работал учителем арабского языка и литературы в средней школе для мальчиков. В 1956 году получил назначение генеральным секретарём в департамент информации. В 1963 году стал помощником заместителя министра просвещения, в 1965 году — помощником заместителя по делам телевидения и радио в министерстве информации, а после — помощником заместителя по техническим вопросам.
В 1970 году создал журнал «В мире мысли» (араб. عالم الفكر, Yalm al-fikr‎), а в 1972 основал Музыкальное училище. В 1973 году был назначен директором Национального совета по культуре, искусству и литературе. В 1976 году основал  Высшее музыкальное и Высшее театральное училище.
В 1980 году удостоен премии Кувейтского фонда содействия развитию науки. В 1981 году создал журнал «Грамотность в мире» (араб. الثقافة العالمية, Al-Thakafah al Alamiyah‎).
В 1987 году ушёл в отставку со всех постов, оставаясь лишь консультантом министерства просвещения по системе образования. Умер 17 июня 1990 года в Кувейте, оставив после себя обширную библиотеку и архив неопубликованных при жизни стихотворений и других сочинений.

## Творчество
Начал публиковаться в начале 1950-х. Его стихи полны философских раздумий о жизни и смерти, о добре и зле. Песни на его стихи исполнялись артистами египетской эстрады. Является автором текста гимна Кувейта (музыка Ибрагима аль-Соулы), впервые исполненного по национальному радио 25 февраля 1978 года.
Первый и единственный прижизненный поэтический сборник Аль-Адавани, составленный из стихов ранее опубликованных в Кувейте и Египте, получил название «Крылья бури» (араб. أجنحة العاصفة, Ajnihat el Asifah‎) и вышел в 1980 году. Некоторые его стихи были переведены на английский, французский, итальянский и китайский языки.